# Kepler-437
Désignations
Kepler-437 est une étoile de la constellation boréale du Cygne, située à une distance de 417+24
 −21 pc (∼1 360 al) du Soleil. Elle est l'objet primaire d'un système planétaire dont l'unique objet secondaire connu est Kepler-437 b, une planète confirmée.

## Kepler-437 b
Kepler-437 b est en orbite dans la zone habitable circumstellaire de Kepler-437.
Détectée par le télescope spatial Kepler, sa découverte, par la méthode des transits, a été confirmée en 2015.